# واردل گری
واردل گری (انگلیسی: Wardell Gray; ۱۳ فوریهٔ ۱۹۲۱ – ۲۵ مهٔ ۱۹۵۵) موسیقی‌دان و نوازندهٔ ساکسوفون تنور جاز اهل ایالات متحده آمریکا بود. وی بین سال‌های ۱۹۴۰ تا ۱۹۵۵ میلادی فعالیت می‌کرد.
او در جوانی کلارینت می‌نواخت، اما پس از شنیدن یکی از اجراهای لستر یانگ به همراهٔ کاونت بیسی، به ساکسوفون تنور علاقه‌مند شد و بدان روی آورد.
وی در سال ۱۹۵۵ و پیش از اجرای یک کنسرت ناپدید شد و کمی بعد جسدش را حومهٔ لاس وگاس و در حالی که گردنش شکسته بود، یافتند.